# Matthis Abline
Matthis Abline (Angers, Francia, 28 de marzo de 2003) es un futbolista francés que juega de delantero en el Stade Rennes F. C. de la Ligue 1.

## Primeros años
Nació en Angers y creció en Landemont, en el Valle del Loira.

## Trayectoria
El 20 de agosto de 2020 firmó su primer contrato profesional con el Stade Rennes F. C. Debutó como profesional con el Rennes el 25 de abril de 2021 en una victoria por 5-1 en la Ligue 1 contra el Dijon F. C. O. Marcó su primer gol contra el Rosenborg en la ronda de play-off de la Liga de la Conferencia Europa de la UEFA 2021-22.
El 21 de enero de 2022 fichó por el Le Havre A. C. en calidad de cedido hasta el final de la temporada. El 25 de agosto de 2023 fichó por el F. C. Nantes de la Ligue 1 en calidad de cedido por una temporada con opción de compra por 6 millones de euros. El 3 de julio de 2024 firmó un contrato permanente con el Nantes por una cifra récord de 12 millones de euros (primas incluidas) y un contrato de cuatro años.

## Estadísticas

### Clubes
Actualizado al último partido disputado el 17 de mayo de 2025.
| Club                          | Div.          | Temporada     | Liga  | Liga  | Liga   | Copas nacionales | Copas nacionales | Copas nacionales | Copas internacionales | Copas internacionales | Copas internacionales | Total | Total | Total  |
| Club                          | Div.          | Temporada     | Part. | Goles | Asist. | Part.            | Goles            | Asist.           | Part.                 | Goles                 | Asist.                | Part. | Goles | Asist. |
| ----------------------------- | ------------- | ------------- | ----- | ----- | ------ | ---------------- | ---------------- | ---------------- | --------------------- | --------------------- | --------------------- | ----- | ----- | ------ |
| Stade Rennes F. C. II Francia | 5.ª           | 2020-21       | 6     | 2     | 0      | ―                | ―                | ―                | ―                     | ―                     | ―                     | 6     | 2     | 0      |
| Stade Rennes F. C. II Francia | 5.ª           | 2021-22       | 3     | 2     | 0      | ―                | ―                | ―                | ―                     | ―                     | ―                     | 3     | 2     | 0      |
| Stade Rennes F. C. II Francia | Total club    | Total club    | 9     | 4     | 0      | 0                | 0                | 0                | 0                     | 0                     | 0                     | 9     | 4     | 0      |
| Stade Rennes F. C. Francia    | 1.ª           | 2020-21       | 1     | 0     | 0      | —                | —                | —                | —                     | —                     | —                     | 1     | 0     | 0      |
| Stade Rennes F. C. Francia    | 1.ª           | 2021-22       | 7     | 0     | 0      | 0                | 0                | 0                | 2                     | 1                     | 0                     | 9     | 1     | 0      |
| Le Havre A. C. Francia        | 2.ª           | 2021-22       | 16    | 6     | 2      | —                | —                | —                | —                     | —                     | —                     | 16    | 6     | 2      |
| Le Havre A. C. Francia        | Total club    | Total club    | 16    | 6     | 2      | 0                | 0                | 0                | 0                     | 0                     | 0                     | 16    | 6     | 2      |
| Stade Rennes F. C. Francia    | 1.ª           | 2022-23       | 11    | 1     | 0      | —                | —                | —                | 4                     | 1                     | 0                     | 15    | 2     | 0      |
| Stade Rennes F. C. Francia    | Total club    | Total club    | 19    | 1     | 0      | 0                | 0                | 0                | 6                     | 2                     | 0                     | 25    | 3     | 0      |
| A. J. Auxerre Francia         | 1.ª           | 2022-23       | 19    | 2     | 1      | 3                | 1                | 1                | —                     | —                     | —                     | 22    | 3     | 2      |
| A. J. Auxerre Francia         | Total club    | Total club    | 19    | 2     | 1      | 3                | 1                | 1                | 0                     | 0                     | 0                     | 22    | 3     | 2      |
| F. C. Nantes Francia          | 1.ª           | 2023-24       | 22    | 5     | 0      | 2                | 0                | 0                | —                     | —                     | —                     | 24    | 5     | 0      |
| F. C. Nantes Francia          | 1.ª           | 2024-25       | 34    | 9     | 2      | 2                | 2                | 0                | —                     | —                     | —                     | 36    | 11    | 2      |
| F. C. Nantes Francia          | Total club    | Total club    | 56    | 14    | 2      | 4                | 2                | 0                | 0                     | 0                     | 0                     | 60    | 16    | 2      |
| Total carrera                 | Total carrera | Total carrera | 119   | 27    | 5      | 7                | 3                | 1                | 6                     | 2                     | 0                     | 132   | 32    | 6      |